# برمانة ثنائية الأزهار
برمانة ثنائية الأزهار (الاسم العلمي:Burmannia biflora) هي نوع من النباتات تتبع جنس البرمانة من الفصيلة البرمانية.